# Neogoniolithoideae
Neogoniolithoideae, potporodica crvenih algi, dio porodice Spongitaceae. Obuhvaća dva roda s 55 vrsta
Zajedno s monotipskim rodom Rhizolamiella čini porodicu Spongitaceae

## Rodovi
1. Neogoniolithon Setchell & L.R.Mason
2. Spongites Kützing